# Ian Livingstone (företagsledare)
Ian Malcolm Livingstone, född 22 maj 1962, är en brittisk affärsman, entreprenör, företagsledare och investerare. Han är medordförande för fastighetsbolaget London & Regional Properties tillsammans med sin bror Richard Livingstone. Mellan 1990 och 2010 var han majoritetsägare i det brittiska optikerkedjan Optika Clulow Group, som hade uppemot 170 butiker. År 2011 sålde han av sin aktieandel i optikerkedjan. Bröderna var också tidiga investerare i det svenska kasinoföretaget Evolution Gaming. Innan han började verka inom näringslivet, arbetade han som just optiker.
Den amerikanska ekonomitidskriften Forbes rankade bröderna till att vara världens 236:e rikaste med en gemensam förmögenhet på 8,9 miljarder amerikanska dollar för den 15 april 2022.
Han avlade en kandidatexamen i optometri vid City, University of London. Innan det studerade Livingstone på privatskolan St Paul's School i London.